# Pierre, South Dakota
Pierre (/pɪər/; tiếng Lakota: čhúŋkaške) là thủ phủ của tiểu bang Nam Dakota, Hoa Kỳ và là quận lỵ của quận Hughes. Thành phố có dân số là 13.646 người theo thống kê 2010, là thủ phủ tiểu bang ít dân thứ nhì toàn Hoa Kỳ, sau Montpelier, Vermont. Đây là thành phố đông dân thứ 8 ở Nam Dakota. Pierre được thành lập năm 1880, trở thành thủ phủ khi Nam Dakota được chấp thuận trở thành tiểu bang. Pierre là thành phố chính trong vùng thống kê tiểu đô thị Pierre, bao gồm hai quận Hughes và Stanley.